# Immaculata (Vorname)
Immaculata ist ein weiblicher Vorname.

## Herkunft und Bedeutung
Der Name stammt aus dem Irischen und ist die lateinische Form von Inmaculada.
Varianten in anderen Sprachen lauten Immaculada/Imma (katalanisch), Immacolata/Imma (italienisch) und Imaculada (portugiesisch).

## Bekannte Namensträgerinnen
- Immaculata Baumann (1907–1992), deutsche Ordensgeistliche und Äbtissin
- Immaculata Schell (1935–1992), österreichische Schauspielerin